# Visita de Isabel II a Málaga en 1862

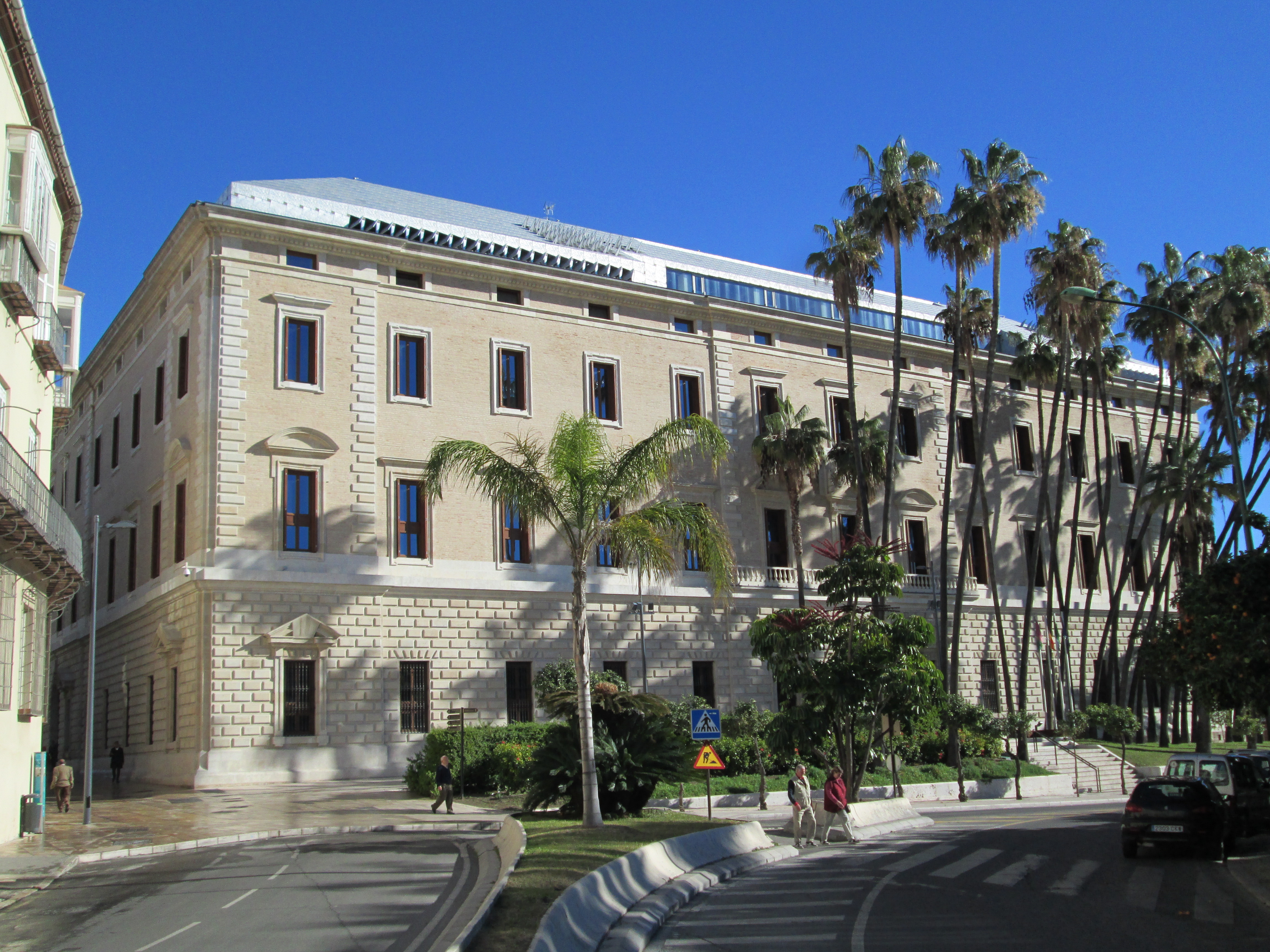
Palacio de la Aduana, residencia de los monarcas durante la visita a la ciudad.

En el año 1862, la reina Isabel II de España y su consorte Francisco de Asís de Borbón, visitaron la ciudad de Málaga con motivo de la inauguración oficial del ferrocarril Córdoba-Málaga, la estación de ferrocarriles de Málaga y la apertura de la Exposición Provincial de Productos. La sociedad malagueña estaba preocupada sobre el lugar donde pasarían la noche los Reyes y finalmente eligieron el Palacio de la Aduana, actual Museo de Málaga.
Los Reyes visitaron el antiguo Hospital de San Julián, propiedad de la Hermandad de la Santa Caridad de Nuestro Señor Jesucristo, donde se colocó una placa que recordaría que en octubre de 1862 visitaron el hospital «Doña Isabel II y su augusto esposo Don Francisco de Asís de Borbón», que actualmente se conserva. Así mismo, al Teatro de la Merced, situado en el mismo lugar que hoy día ocupa el Teatro Cervantes se le dio el nombre de Teatro Príncipe Alfonso, en honor al Príncipe de Asturias y futuro Alfonso XII. Del mismo modo, los monarcas disfrutaron del certamen internacional que se celebró en dichas fechas en la ciudad, para albergar al cual, se erigió un imponente pabellón en la zona del actual paseo de Reding. Como conmemoración de dicha exposición, fueron realizados medallones que causaron una agradable sensación a la Reina, que acabó contratando al artesano que las había grabado. Para conmemorar la visita, se alzó un arco del triunfo, diseñado por José Trigueros para conmemorar el evento.
La visita también fue concebida como gesto de buena voluntad de la Reina hacia los malagueños, ya que ese mismo año había tenido lugar una revuelta en la localidad granadina de Loja que se había extendido a algunas localidades de Málaga, siendo la mitad de los detenidos naturales de la provincia.

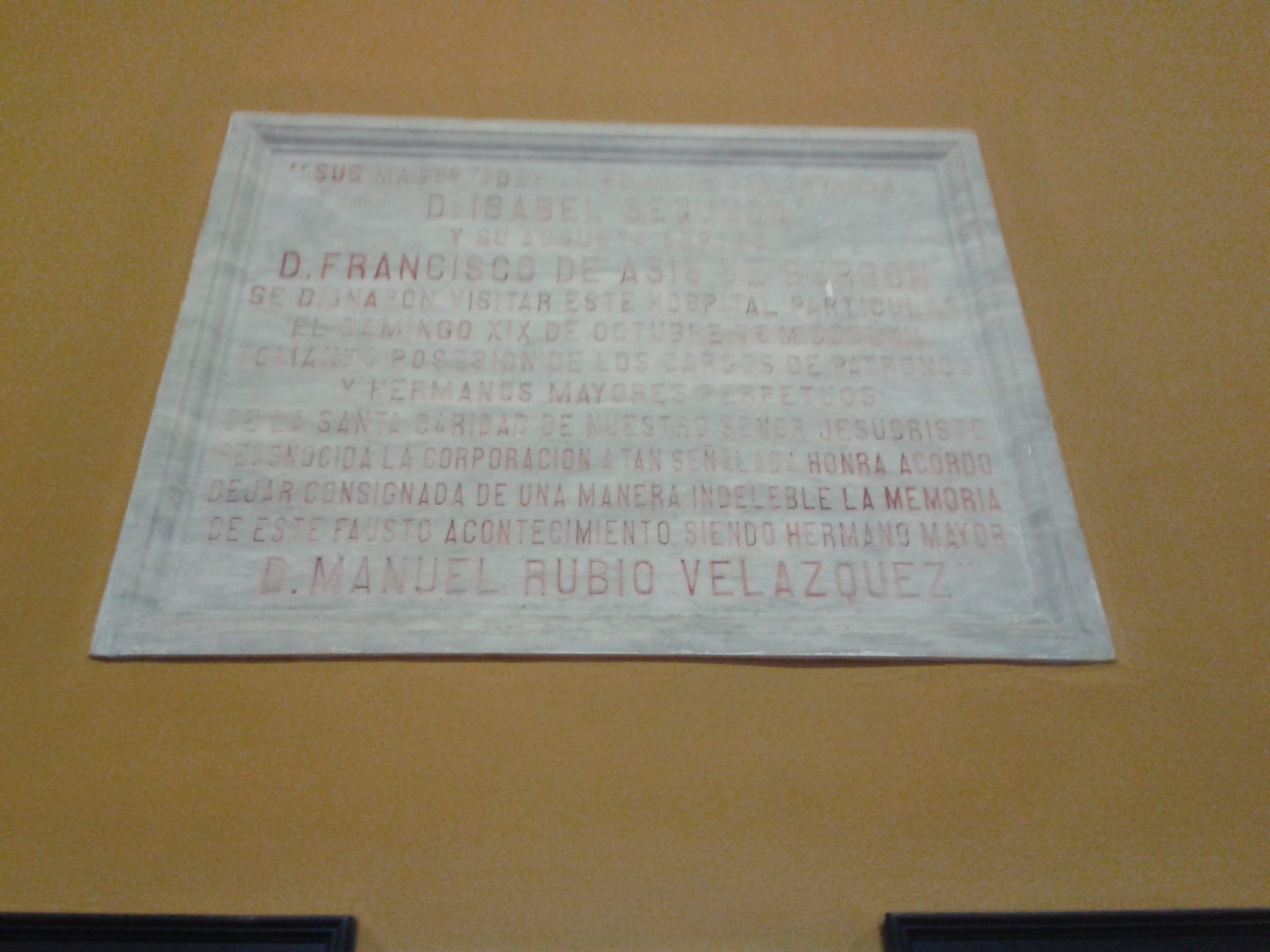
La citada placa que recuerda la visita de la reina Isabel y su consorte al antiguo Hospital de San Julián.